# Dusona rufovariata
Dusona rufovariata là một loài tò vò trong họ Ichneumonidae.